# Diane Ducret
Pour les articles homonymes, voir Ducret.
Œuvres principales
Diane Ducret, née le 17 novembre 1982 à Anderlecht (Belgique), est une femme de lettres franco-belge.

## Biographie
Diane Ducret est née à Anderlecht le 17 novembre 1982. Après une enfance au Pays basque, elle fait de l'équitation en compétition jusqu'à ce qu'un accident l'en empêche. Elle s'inscrit ensuite en hypokhâgne au lycée Molière à Paris avant de partir étudier à Rome. Elle passe ensuite une maîtrise d'histoire de la philosophie à la Sorbonne, et soutient un mémoire portant sur « La modernité scientifique et la pensée du transcendantal chez Husserl », puis un DEA dans la même spécialité traitant de « La mort comme critique de la totalité : lecture de L’Étoile de la Rédemption de Franz Rosenzweig ». Puis elle entreprendra un magistère de philosophie contemporaine à l’École normale supérieure.
En janvier 2011, elle publie son premier livre, Femmes de Dictateur, aux éditions Perrin, best-seller en France et traduit dans vingt langues. Elle évoque l'histoire des épouses et maîtresses des plus grands dictateurs du 20e siècle.
En septembre 2013, elle publie son premier roman Corpus Equi, toujours aux éditions Perrin, prix du premier roman à La Forêt des livres, coup de cœur de l'émission Le Masque et la Plume, un roman autobiographique véritable ode au cheval et à la liberté, dans lequel elle narre le long parcours qui fut le sien pour remarcher après un grave accident, et explore le chemin de la résilience et de la rédemption. À cet effet, en mai 2015, elle rejoint le club des intervenants TEDx et raconte son expérience lors d'une conférence enregistrée au théâtre du Gymnase, à Paris.
Elle publie en octobre 2014 un essai sur le sexe féminin, La Chair interdite, aux éditions Albin Michel, best-seller très remarqué en France et au Canada,.
En 2015, elle publie un roman chez Albin Michel : L'homme idéal existe. Il est québécois, une comédie romantique traitant des amours contrariées entre une jeune Française et un artiste peintre québécois.
En avril 2015, elle publie aux éditions Perrin / Plon un ouvrage intitulé Lady Scarface, qui raconte les destins croisés de femmes de gangster de la pègre américaine à partir d’archives déclassifiées, de journaux de l’époque, d’entretiens avec des descendants et de documents inédits. Diane Ducret dévoile la vie de ces femmes gangsters américaines durant les Années folles.
En mars 2017, elle publie aux éditions Flammarion un roman : Les Indésirables. Dans cet ouvrage elle raconte l'histoire du camp de Gurs dans les Pyrénées-Atlantiques qui, après avoir accueilli les combattants républicains de la guerre civile espagnole, fut utilisé pour emprisonner des étrangers, des juifs. Elle reçoit le prix Simone-Veil/prix de la mairie du 8e 2017.
Depuis janvier 2018, elle a rejoint la revue Lire avec une chronique intitulée « Dis moi qui tu lis, je te dirai qui tu séduis ». La même année elle publie un roman très personnel, La meilleure façon de marcher est celle du flamant rose.
En 2020, c'est le roman La Dictatrice qui lui assure une renommée internationale puisque les studios américains FX/Disney en achètent les droits pour en faire une série produite par Stacey Sher (productrice de Quentin Tarantino), dont Diane Ducret sera productrice exécutive.
En 2022, Le Maître de l'océan est publié aux éditions Flammarion.

## Série et cinéma
La Dictatrice est en cours d'adaptation par FX/Disney et la productrice Stacey Sher. Diane Ducret en sera productrice exécutive.
Son livre L’homme idéal existe, il est québécois, comédie, est également en cours de production cinématographique avec Audrey Fleurot dans le rôle principal.
Elle vient également de signer le scénario d’une comédie, produite par Gaumont, l’histoire d’une psy harcelée par un de ses patients qui va décider de harceler son harceleur.

## Radio
Diane Ducret intervient régulièrement dans l'émission Les Informés de France Info, et écrit également pour la version américaine du Huffington Post.

## Télévision
Elle collabore à la rédaction de différents documentaires historiques sur France 3 pour l'émission Des racines et des ailes.
En 2009, elle a animé l'émission Le Forum de l'Histoire sur la chaîne Histoire.
Elle participe également ponctuellement à l'émission Secrets d'Histoire, présentée par Stéphane Bern. Elle a notamment collaboré aux numéros suivants :
- La Pompadour ou le roi amoureux (2014)[13]
- Casanova, l'amour à Venise (2015)[14]
- Alexandre le Grand, des rêves et des conquêtes (2016)[15]

En 2022, elle présente comme émission Le pouvoir a-t-il un sexe ? sur La Chaîne Histoire, dans lesquelles, invitant à sa tables historiens, philosophes (comme Élisabeth Badinter) et psychanalystes, elle posera la question des liens très étroits entre la sexualité, l’érotisme et le pouvoir politique. Le pouvoir est-il par essence en Occident masculin ou peut-il être féminin ? Le pouvoir est-il une expérience sexuelle ? Vote-t-on pour qui l’on trouve attirant ou l’inverse ?   

## Publications
- Femmes de Dictateur, Perrin, 2011
  - trad. it.: Le donne dei dittatori, Garzanti, 2011  (ISBN 978-88-11-68209-7)
- Femmes de Dictateur 2, Perrin, 2012
- Corpus Equi, Perrin, 2013  (ISBN 978-2-262-04244-8)
- La Chair interdite, Albin Michel, 2014  (ISBN 978-2-226-25704-8)
- Les Derniers Jours des dictateurs, ouvrage collectif, Pocket, 2014
- L’homme idéal existe : il est québécois, Albin Michel, 2015  (ISBN 978-2-226-31938-8)
- Lady Scarface, Perrin, 2016
- Les Indésirables, Flammarion, 2017  (ISBN 2081407345)
- La meilleure façon de marcher est celle du flamant rose, Flammarion, 2018  (ISBN 2081421690)
- La Dictatrice, Flammarion, 2020[16].
- Le Maître de l'océan, Flammarion, 2022  (ISBN 978-2-0802-4558-8)[17]

## Théâtre
En 2019, elle écrit Vous n'aurez pas le dernier mot, interprété par Stéphane Bern, mis en scène par Jérémie Lippmann. La pièce est jouée au Palais-Royal, au théâtre Montparnasse puis en tournée.

## Parcours en radio
- 2013-2014 : chroniqueuse occasionnelle dans l'émission On va s'gêner sur Europe 1
- 2014 : intervenante régulière dans l'émission Les Informés de France Info